# Finkenthal
Finkenthal (pol. Więcedrogów) – gmina w Niemczech, w kraju związkowym Meklemburgia-Pomorze Przednie, w powiecie Rostock, wchodzi w skład Związku Gmin Gnoien.